# Chimar

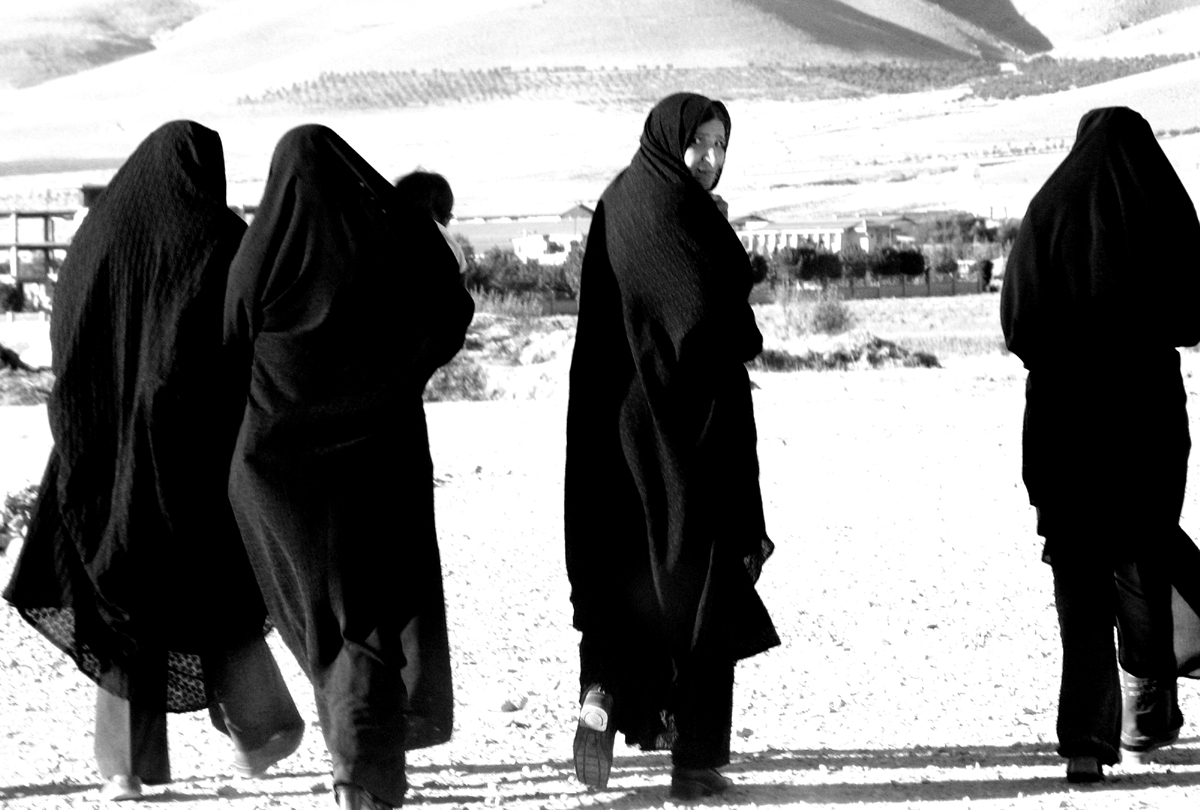
Kobiety ubrane w chimar

Chimar – arabskie słowo, którego tureckim odpowiednikiem jest „czarczaf”. Chimar zakrywa zarówno głowę, ramiona, jak i górną część ciała, kończąc się tuż nad talią. Nie zakrywa jednak twarzy. Wraz z dopasowaną kolorystycznie spódnicą stanowi strój, którego muzułmanki używają do modlitwy oraz podczas pielgrzymki do Mekki.